# Теплофизика высоких температур
«Теплофизика высоких температур» (ТВТ) — академический научный журнал, издаваемый ФГУП "Издательство «Наука». Является единственным журналом в России по данной тематике. Публикует статьи, обзоры и краткие сообщения по термодинамическим и транспортным свойствам веществ, в том числе веществ в окрестности критической точки и в состоянии низкотемпературной плазмы, и плазменным технологиям, построению уравнений состояния веществ, исследованию фазового равновесия, тепло- и массообмена, кипения, конденсации, лучистого переноса, экспериментальным методам и установкам для проведения теплофизических исследований, а также высокотемпературным установкам, применяемым в энергетике.

## Общая информация
Журнал основан в 1963 г. Издание объёмом в 160 страниц выходит 6 раз в год, существует в электронном и бумажном видах, распространяется по подписке в России и за рубежом. Журнал рассчитан на научных и инженерно-технических работников. Все номера журнала начиная с первого переводятся на английский язык. Перевод под названием High Temperature осуществляет ООО МАИК «Наука/Интерпериодика» (том и номер совпадают).
Импакт-фактор журнала — 1,0, в 2013 г. занял первое место по росту импакт-фактора. Журнал входит в Перечень ВАК, переводная версия High Temperature включена в базы данных Web of Science и Scopus. Журнал взаимодействует с порталом Math-Net.ru. Журнал имеет уровень 1 в Белом списке.

## Разделы журнала
- Исследование плазмы
- Теплофизические свойства вещества
- Тепломасообмен и физическая газодинамика
- Высокотемпературные аппараты и конструкции
- Методы экспериментальных исследований и измерений
- Новая энергетика
- Обзоры
- Краткие сообщения
- Письма в редакцию
- В мире теплофизики

## Редакционная коллегия

### Главный редактор
- Петров Олег Фёдорович (академик РАН)

### Заместитель главного редактора
- Петухов Б.С. — с основания (1963 г.) по 1984 г.
- Шпильрайн Э.Э. — с 1988 г. по 2009 г.
- Сон Э.Е. — с 2009 г. по 2021 г.
- Васильев М.М. (д.ф.-м.н.) — с 2022 г.

### Ответственный секретарь
- Киреева Анна Николаевна (к.т.н.)

### Члены редколлегии
- Агранат М. Б. (д.ф.-м.н.)
- Асташинский В.М. (д.ф.-м.н., чл.-корр. НАН Беларуси)
- Батенин В. М. (чл.-корр. РАН)
- Дьячков Л. Г. (д.ф-м.н.)
- Лебедев Ю. А. (д.ф.-м.н.)
- Синкевич О. А. (д.ф.-м.н.)
- Смирнов В. П. (академик РАН)
- Гупта Сатиш С. (Gupta Satish C., Dr.)
- Иосилевский И. Л. (д.ф.-м.н.)
- Кашапов Н. Ф. (д.т.н.)
- Ломоносов И. В. (чл.-корр. РАН)
- Рощупкин В. В. (д.т. н.)
- Авдеев А. А. (д.т. н.)
- Вараксин А. Ю. (чл.-корр. РАН)
- Павленко А. Н. (чл.-корр. РАН)
- Покусаев Б. Г. (чл.-корр. РАН, д.т.н.)
- Попель С. И. (д.ф.-м.н.)
- Рамазанов Т. С. (д.ф.-м.н., акад. НАН Республики Казахстан)
- Суржиков С. Т. (академик РАН)
- Черкасов С. Г. (д.ф.-м.н.)

## Главные редакторы
- Шейндлин А. Е. — с основания (1963 г.) по 1988 г.
- Батенин В. М. — с 1988 по 2003 г.
- Фортов В. Е. — с 2003 по 2020 г.
- Петров О. Ф. — с 2021 г. по настоящее время.

## Первый состав редакционной коллегии (1963 г.)
Ваничев А.П., Велихов Е.П., Глушко В.П., Гордов А.Н., Дорощук В.Е., Иевлев В.М., Кириллин В.А.,
Недоспасов А.В., Петров Г.И., Предводителев А.С., Сагдеев Р.З., Субботин В.И., Шпильрайн Э.Э.